# Stefano Coletti
Pour les articles homonymes, voir Coletti.
Stefano Coletti, né le 6 avril 1989 à Monaco, est un pilote automobile monégasque.

## Biographie

### Débuts en monoplace en Formule BMW et en Formule Renault 2.0 (2005-2007)
Après avoir connu le succès en karting, Stefano Coletti commence sa carrière en monoplace en 2005 en Formule BMW ADAC, en Allemagne. En vingt courses, il rentre quatre fois dans les points et termine 18e pour sa première saison. Il intègre la Red Bull Junior Team cette année-là.
En 2006, plus expérimenté, il monte sur quatre podiums et remporte une course à Oschersleben, pour finir 7e du classement. Il participe également à quatre courses de Formule BMW USA et en remporte trois.
Stefano Coletti prend part à six courses de Eurocup Formula Renault 2.0 en 2006, sans briller. En 2007, il est engagé pour disputer la saison complète chez Epsilon Euskadi. Il remporte une course sur le Hungaroring et termine 4e du championnat. En parallèle, il participe au championnat d'Italie de Formule Renault et termine 10e, avec deux victoires lors de la manche de Misano.

### La Formule 3 Euro Series (2008-2009)

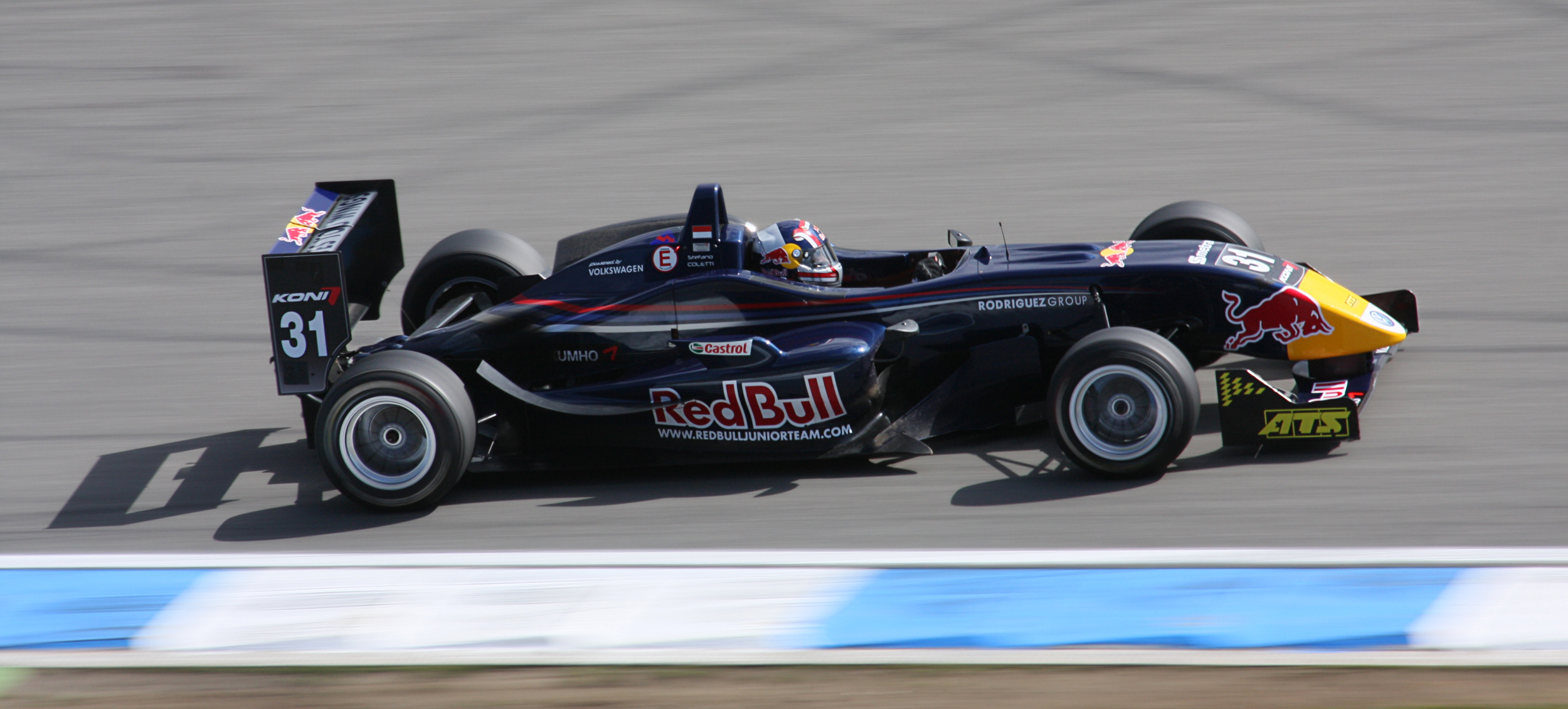
Stefano Coletti à Hockenheim en 2008.

En 2008, Stefano Coletti rejoint Signature-Plus en Formule 3 Euro Series. Renvoyé par Red Bull après quatre courses, il change d'écurie et signe chez Prema Powerteam, avec qui il inscrit six points et demi.
Prema le conserve pour la saison 2009 et Coletti s'impose dès la première course à Hockenheim. Il s'agit de sa seule victoire de la saison, il termine 10e du championnat. Cette même année, il effectue quelques piges en Formula Renault 3.5 Series et en GP2 Series. Il dispute également le Grand Prix de Macao en fin d'année mais ne voit pas la fin du premier tour.

### Double-programme en Formula Renault 3.5 Series et en GP3 Series (2010)
En 2010, Stefano Coletti suit un double-programme en Formula Renault 3.5 Series avec Comtec Racing et en GP3 Series avec Tech 1 Racing. Il décroche cinq podiums en Formula Renault 3.5 Series, où il termine 6e au classement final, et deux podiums en GP3 Series où il termine 9e. Il participe également à une manche d'Auto GP.

### Un espoir déçu du GP2 Series (2011-2014)
Après sa courte expérience de trois courses en GP2 Series avec Durango en 2009, Stefano Coletti s'engage à temps plein dans l'antichambre de la Formule 1 en 2011 avec Trident Racing. Il s'impose à deux reprises lors de deux courses sprint, à Istanbul puis à Budapest, mais ne termine pas la saison, remplacé par son compatriote Stéphane Richelmi à Monza. Il termine 11e du championnat et 4e du championnat de GP2 Asia Series avec une victoire à Yas Marina.
Il signe avec la Scuderia Coloni en 2012. Son meilleur résultat est une 3e place à Barcelone. Il rejoint Rapax pour les deux dernières manches de la saison, inscrit quelques points supplémentaires et termine 13e au classement.

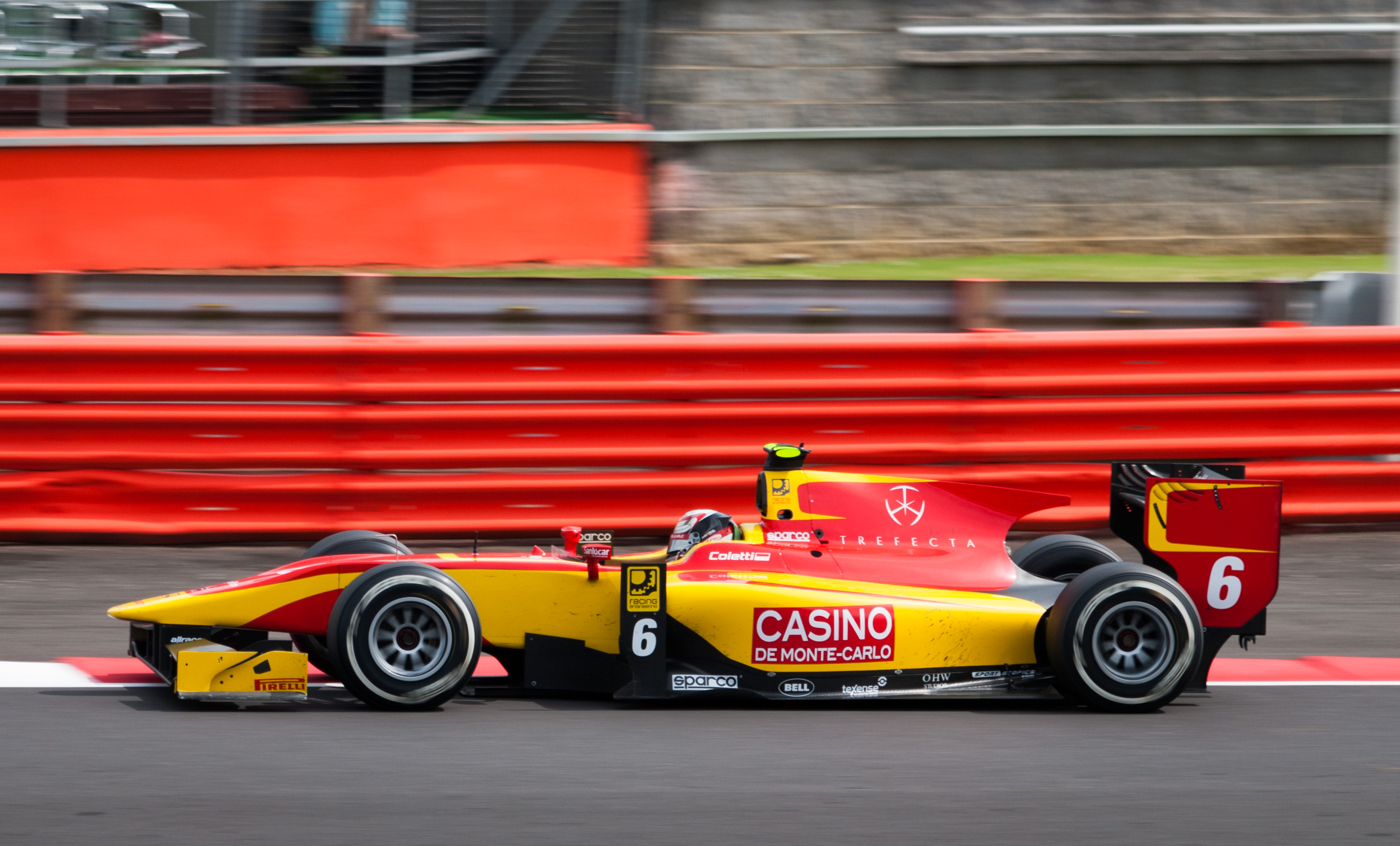
Stefano Coletti à Silverstone en 2014.

L'écurie italienne conserve Stefano Coletti pour la saison 2013. Il s'affirme comme un candidat au titre après un excellent début de saison, avec sept podiums et trois victoires lors des onze premières courses, mais ses performances chutent complètement lors de la deuxième partie de saison, vierge de tout point. Malgré une décevante 5e place finale, il peut se consoler en étant devenu le premier monégasque vainqueur dans les rues de la principauté depuis Louis Chiron en 1931.
Il retente sa chance en saison 2014, cette fois-ci avec Racing Engineering. Il gagne deux courses, dont celle à Abou Dabi, et achève sa carrière en GP2 Series avec une 6e place finale. Avec sept victoires en quatre saisons, il figure parmi les pilotes les plus victorieux de la catégorie.
Après plusieurs années d'absence, Stefano Coletti est de retour en Formule 2, nouveau nom du GP2 Series, en 2017. Il prend le volant d'une Campos Racing pour la manche inaugurale de Bahreïn, mais termine hors des points.

### Passage en IndyCar et en endurance (2015-2016)

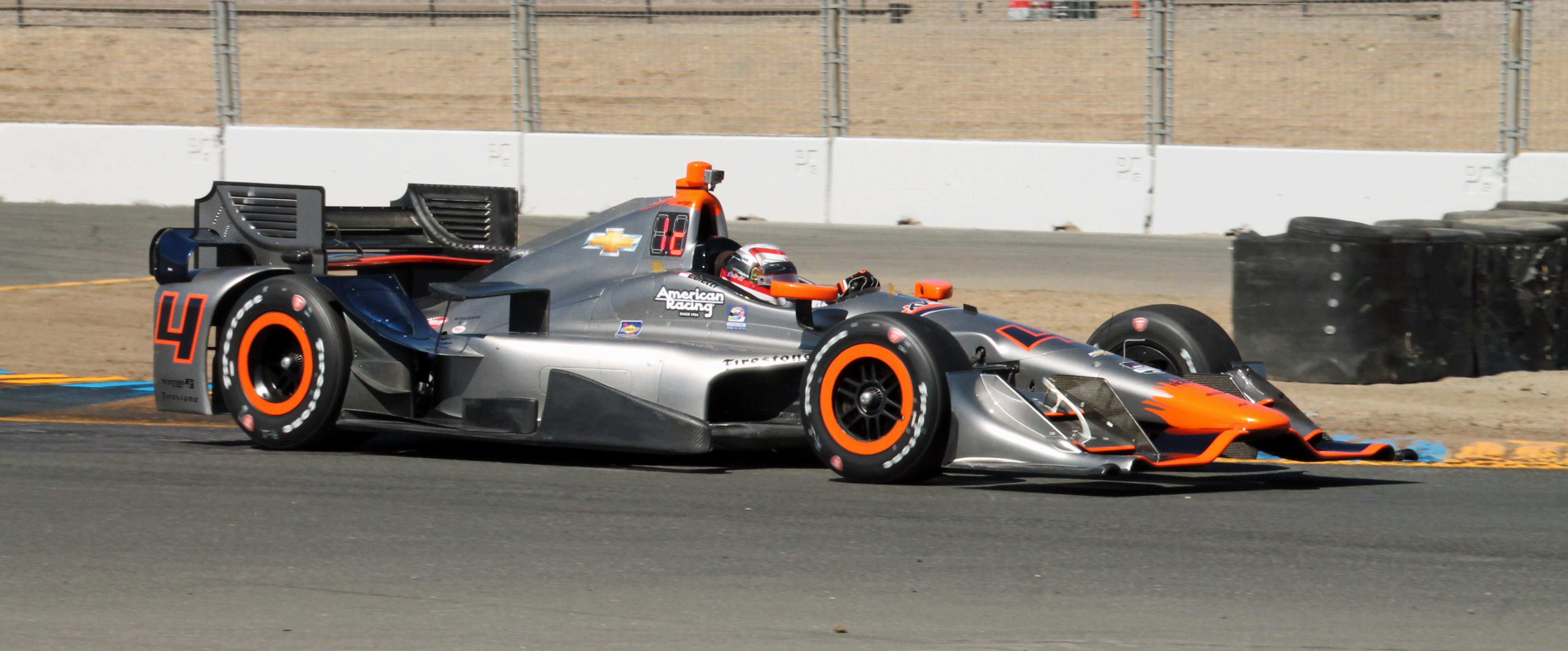
Stefano Coletti à Sonoma en 2015.

En 2015, Stefano Coletti part aux États-Unis tenter sa chance en IndyCar Series, avec KV Racing Technology. Son meilleur résultat est une 8e place obtenue au Grand Prix d'Indianapolis, tandis qu'il est pris dans un carambolage à vingt-cinq tours de l'arrivée des 500 miles. Il se classe 19e du classement des pilotes.
En 2016, il participe à la saison d'European Le Mans Series avec SMP Racing, aux côtés d'Andreas Wirth en LMP2. L'équipage obtient trois podiums en six courses et décroche la 3e place du championnat.

## Carrière

### Résultats en monoplace
| Saison | Championnat                             | Écurie                  | Courses | Victoires | Pole positions | Meilleurs tours | Podiums | Points | Classement |
| ------ | --------------------------------------- | ----------------------- | ------- | --------- | -------------- | --------------- | ------- | ------ | ---------- |
| 2005   | Formule BMW ADAC                        | Eifelland Racing        | 20      | 0         | 0              | 0               | 0       | 13     | 18e        |
| 2006   | Formule BMW ADAC                        | ADAC Berlin-Brandenburg | 16      | 1         | 0              | 2               | 4       | 103    | 7e         |
| 2007   | Eurocup Formula Renault 2.0             | Epsilon Euskadi         | 14      | 1         | 1              | 0               | 3       | 71     | 4e         |
| 2007   | Championnat d'Italie de Formula Renault | Epsilon Euskadi         | 14      | 2         | 1              | 0               | 3       | 164    | 10e        |
| 2008   | Formule 3 Euro Series                   | Signature-Plus          | 4       | 0         | 0              | 0               | 0       | 6,5    | 20e        |
| 2008   | Formule 3 Euro Series                   | Prema Powerteam         | 14      | 0         | 0              | 0               | 0       | 6,5    | 20e        |
| 2009   | Formule 3 Euro Series                   | Prema Powerteam         | 17      | 1         | 0              | 2               | 2       | 19     | 10e        |
| 2010   | Formula Renault 3.5 Series              | Comtec Racing           | 17      | 0         | 0              | 0               | 5       | 76     | 6e         |
| 2010   | GP3 Series                              | Tech 1 Racing           | 14      | 0         | 0              | 0               | 2       | 18     | 9e         |
| 2011   | GP2 Series                              | Trident Racing          | 16      | 2         | 0              | 0               | 2       | 22     | 11e        |
| 2011   | GP2 Asia Series                         | Trident Racing          | 4       | 1         | 0              | 0               | 1       | 11     | 4e         |
| 2012   | GP2 Series                              | Scuderia Coloni         | 20      | 0         | 0              | 2               | 1       | 50     | 13e        |
| 2012   | GP2 Series                              | Rapax                   | 4       | 0         | 0              | 1               | 0       | 50     | 13e        |
| 2013   | GP2 Series                              | Rapax                   | 22      | 3         | 1              | 4               | 7       | 135    | 5e         |
| 2014   | GP2 Series                              | Racing Engineering      | 22      | 2         | 0              | 5               | 5       | 136    | 6e         |
| 2015   | IndyCar Series                          | KV Racing Technology    | 16      | 0         | 0              | 1               | 0       | 203    | 19e        |
| 2017   | Formule 2                               | Campos Racing           | 2       | 0         | 0              | 0               | 0       | 0      | 27e        |

### Résultats aux 500 miles d'Indianapolis
| Année | Châssis | Moteur    | Départ | Arrivée | Équipe               |
| ----- | ------- | --------- | ------ | ------- | -------------------- |
| 2015  | Dallara | Chevrolet | 29     | 25      | KV Racing Technology |